# Lothar Christmann
Lothar Christmann (* 16. September 1891 in Heilbronn; † 8. Juli 1971 in Stuttgart) war ein deutscher Verwaltungsjurist.

## Leben
Christmann, Sohn des Oberamtmanns Jakob Christmann und evangelischer Konfession, studierte von 1912 bis 1920 Rechtswissenschaften in Tübingen, München und Berlin. Er war seit 1912 Mitglied der Studentenverbindung AG Stuttgardia Tübingen. Er wurde 1921 in Erlangen zum Dr. iur. promoviert und legte 1922 die zweite Justizdienstprüfung ab.
Danach trat er in die württembergische Innenverwaltung ein. Er war von 1951 bis 1959 Ministerialdirektor im Kultusministerium von Württemberg-Baden und Baden-Württemberg und als Amtschef der ständige Vertreter der Minister Gotthilf Schenkel, Wilhelm Simpfendörfer und Gerhard Storz.